# Anila sphaerocarpa
Anila sphaerocarpa là một loài thực vật có hoa trong họ Đậu. Loài này được (A. Gray) Kuntze mô tả khoa học đầu tiên năm 1891.